# チリ地震 (1960年)

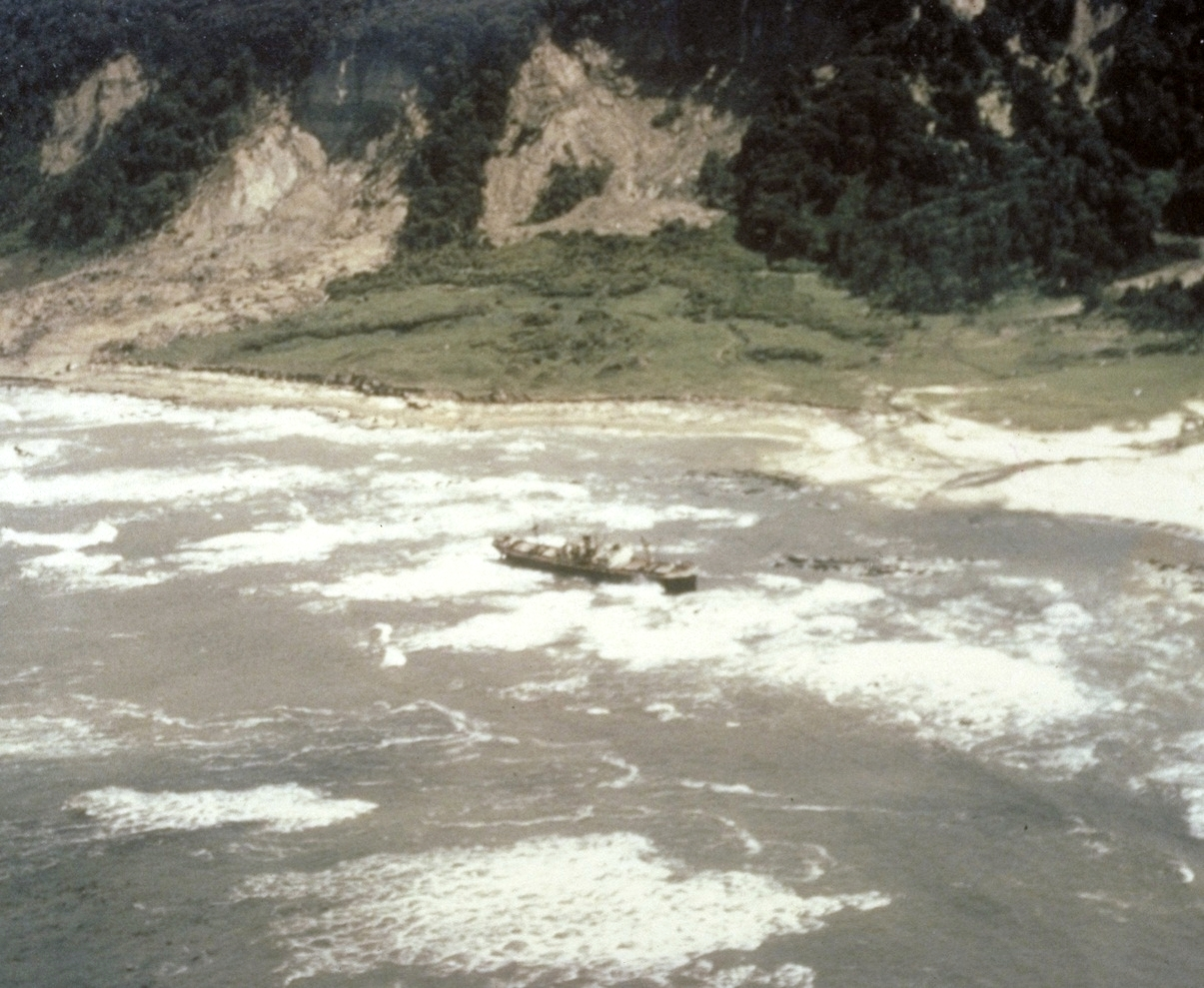
津波来襲後のモキャ島の様子

チリ地震（チリじしん、西：Gran terremoto de Valdivia）は、1960年5月、チリ中部のビオビオ州からアイセン州北部にかけての近海、長さ約1,000 km・幅200 kmの領域を震源域として発生した超巨大地震である。地震後、日本を含めた環太平洋全域に津波が襲来し、大きな被害が発生した。マグニチュード9.5を記録した観測史上世界最大級の地震である。チリ大地震、バルディビア地震とも呼ばれる。

## 概要
地震の発生時刻は現地時間の5月22日15時11分14秒、震源はチリ中部の都市バルディビア近海で、規模は表面波マグニチュード (Ms) で8.3 - 8.5、モーメントマグニチュード (Mw) では金森博雄の推定によると9.5である。Mw9.5という値は、近代地震学の計器観測史上で世界最大であり、歴史地震を含めても最大級である。長さ1,000km、滑り量10mを越える断層が活動したと考えられ地震モーメントM0は　2.0×1023N・m (2.0×1030dyn・cm) に達すると推定される。
| 順位                           | 名称                                   | 発生日（UTC）  | 規模（Mw） |
| ------------------------------ | -------------------------------------- | -------------- | ---------- |
| 1                              | チリ、バルディビア                     | 1960年5月22日  | 9.5        |
| 2                              | アラスカ、プリンス・ウィリアム湾       | 1964年3月28日  | 9.2        |
| 3                              | スマトラ島・アンダマン諸島             | 2004年12月26日 | 9.1        |
| 3                              | 東北地方太平洋沖地震                   | 2011年3月11日  | 9.1        |
| 5                              | カムチャツカ半島東方沖                 | 1952年11月5日  | 9.0        |
| 6                              | エクアドル・コロンビア                 | 1906年1月31日  | 8.8        |
| 6                              | チリ、ビオビオ                         | 2010年2月27日  | 8.8        |
| 6                              | カムチャツカ半島南東沖                 | 2025年7月30日  | 8.8        |
| 9                              | アリューシャン列島、ラット諸島         | 1965年2月4日   | 8.7        |
| 10                             | アリューシャン列島、ユニマク島         | 1946年4月1日   | 8.6        |
| 10                             | アッサム・チベット                     | 1950年8月15日  | 8.6        |
| 10                             | アリューシャン列島、アンドレアノフ諸島 | 1957年3月9日   | 8.6        |
| 10                             | スマトラ島北部                         | 2005年3月28日  | 8.6        |
| 10                             | スマトラ島北部西方沖                   | 2012年4月11日  | 8.6        |
| 規模はアメリカ地質調査所による |                                        |                |            |

日本の東北地方海岸に到達した験潮所波形の数値解析によれば、長さ850km、幅180km、滑り17m、傾斜角20°の低角逆断層モデルが東北沿岸の津波を最も再現できるとされる。最大震度は、日本の気象庁震度階級で震度7相当とされている。
| 都市                                  | メルカリ震度 |
| ------------------------------------- | ------------ |
| バルディビア                          | X            |
| プエルトモント                        | X-XI         |
| リオネグロ                            | IX-X         |
| テムコ                                | VIII         |
| オソルノ                              | VII-VIII     |
| プエルトサアベドラ（Puerto Saavedra） | VII-VIII     |
| ジャンキウェ（Llanquihue）            | VII-VIII     |
| ビジャリカ（Villarica）               | VII          |

まず前震がM7.5で始まりM7クラスの地震が5～6回続いた後、本震がMs8クラスで発生した。また余震もM7クラスであったために、首都サンティアゴ始め、全土が壊滅状態になった。地震による直接的な犠牲者は1,743名。負傷者は667名。
前日には単独でも巨大地震といえる前震も発生したが、M7を超える余震は3つのみにとどまっている。
前震
- 1960年5月21日 10:02(UTC), 南緯37.83°, 西経73.38°, Mw8.2
- 1960年5月22日 18:56(UTC), 南緯38.15°, 西経72.98°, Mw7.9

本震
- 1960年5月22日 19:11(UTC), 南緯38.29°, 西経73.05°, Mw9.5

余震
- 1960年6月6日 5:55(UTC), 南緯45.70°, 西経73.50°, Mw7.2
- 1960年6月20日 2:01(UTC), 南緯38.26°, 西経73.32°, Mw7.0
- 1960年6月20日 12:59(UTC), 南緯39.21°, 西経73.32°, Mw7.1

### 再来間隔
この震源域では1575年、1737年および1837年にも巨大地震が発生し、1837年の津波は日本にも襲来した記録があるが、津波堆積物の調査から、堆積物を形成するような特に規模の大きな当該タイプの巨大地震は平均300年間隔で発生し、前回は1575年バルディビア地震である可能性が高いとされている。

### 噴火の誘発

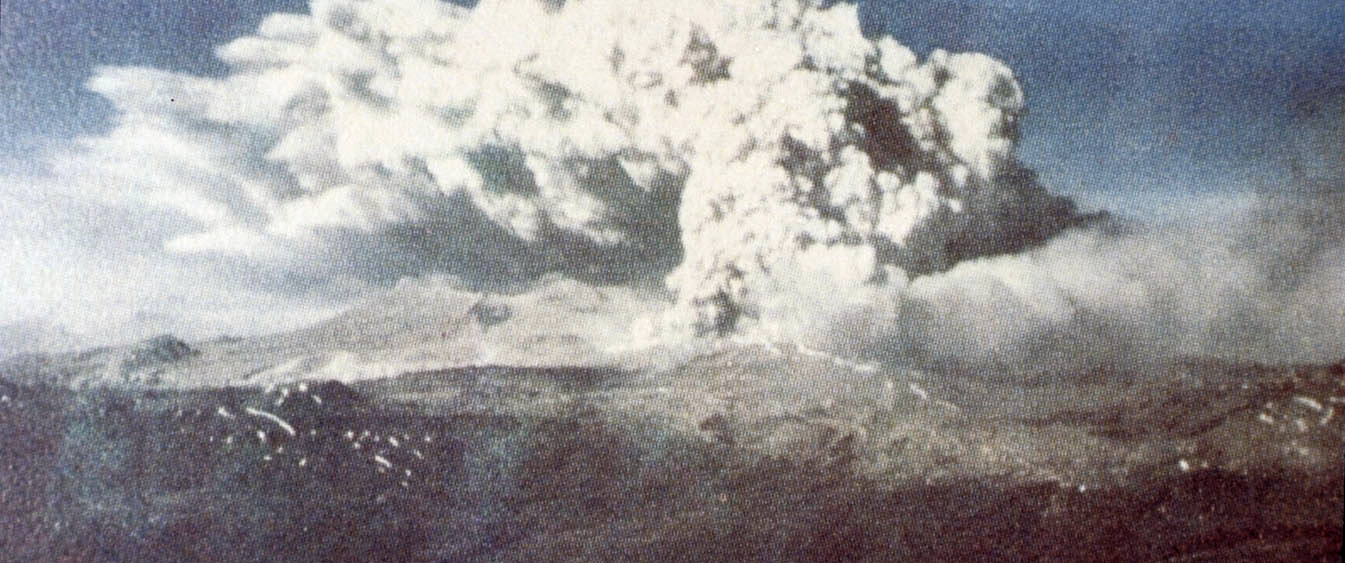
本震の38時間後に噴火したコルドン・カウジェ火山

本震の38時間後に噴火したコルドン・カウジェ山をはじめとして、1年以内に以下の火山が噴火している。20世紀に地球上で発生したMw9クラスの巨大地震は何れも地震後数年以内に近隣の複数の火山の噴火を誘発している。コルドン・カウジェ山やペテロア山、カルブコ山はマウレ地震（2010年チリ地震）後にも噴火している。

## 地殻変動と地震波
この地震によりアタカマ海溝が盛り上がり、沖合に点在する島では少なくとも5.7mの隆起、海岸に沿ったアンデス山脈西側が2.7m沈降するという大規模な地殻変動も確認された。これはアンデス山脈に平行する向斜褶曲をもたらし、このような地殻変動の観測結果はアタカマ海溝沿いのナスカプレートの沈み込み帯における低角逆断層の震源モデルを支持している。
後の推定によると幅200km長さ800kmに渡って断層が20mずれた事により、有感地震が半径約1,000kmという広範囲にわたって観測された。史上初の地球自由振動の観測に成功し、発生した地震波は地球を3周した事がアメリカでの観測で確認された。本震の震動は約20分後に日本国内の地震観測網でも捉えられた。
1957年から1967年の間に観測されたチャンドラー・ウォブルのうち、1960年の観測結果からチリ地震発生によって地軸の年周運動に不連続が認められた。
地球に何らかの原因で弾性球の変形が生じた場合、チャンドラー・ウォブルに変化が生じると予測されるが、たとえ1960年チリ地震のような巨大地震であってもその変形量ではチャンドラー・ウォブルを励起するには全く不十分であるとされていた。しかし、1964年アラスカ地震において、震源域から約5000kmも離れたハワイ諸島においても10-8程度の永久歪が観測され、このような微小な地殻変動であっても全地球にわたって積分すればチャンドラー・ウォブルを励起する可能性があるとされた。

## 津波

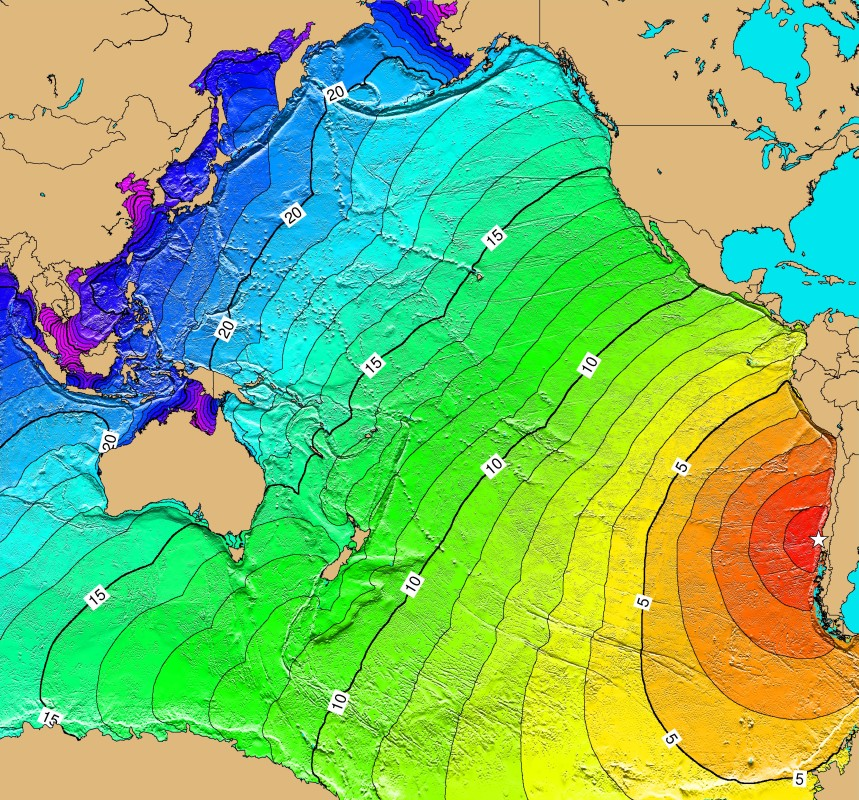
各地の津波到達時間

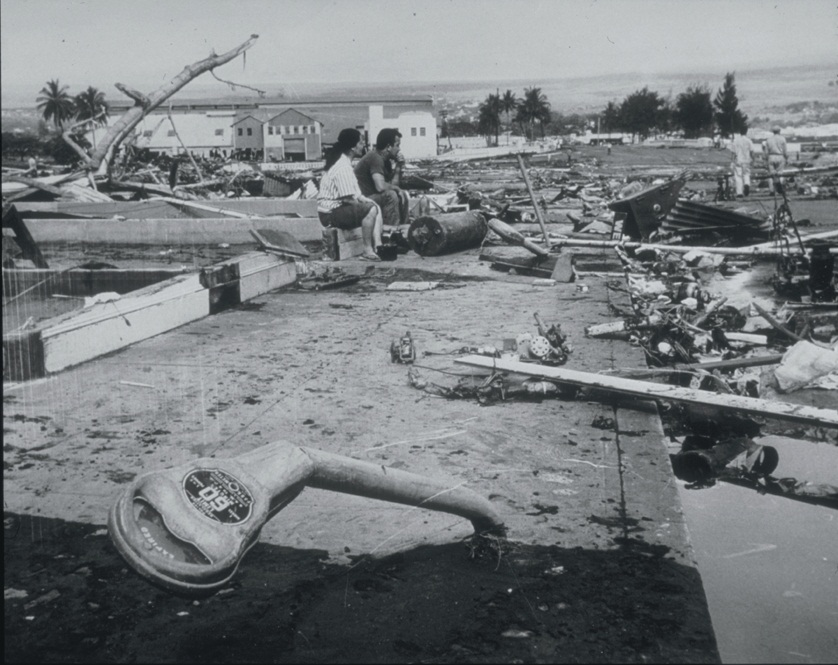
津波で破壊されたハワイ島・ヒロの街

本震発生から15分後に約18mの津波がチリ沿岸部を襲い、平均時速750kmで伝播した津波は約15時間後にはハワイ諸島を襲った。
振幅の最大値は日本 6.1m、アリューシャン 3.4m、カナダ 3.3m、ハワイ 2.9m、オーストラリア 1.6mを観測している。ハワイ島のヒロ湾では最大到達標高10.5mの津波を観測し、61名が死亡した。
太平洋を伝播する津波の周期は非常に長く、ヒロでは高さ数フィート程度の第一波到達約1時間後に最大波が襲来し、海岸線から800m以上内陸まで壊滅的な被害となった。
| 都市・地域                 | 地域・国名                  | 波高・遡上高 | 到達時刻(UTC) | 到達時間 |
| -------------------------- | --------------------------- | ------------ | ------------- | -------- |
| コンセプシオン             | チリ                        | 観測         |               |          |
| コラール                   | チリ                        | 10.0m        |               |          |
| グァフォ                   | チリ                        | 10.0m        |               |          |
| レブ                       | チリ                        | (4.0m)5.0m   |               |          |
| モキャ島                   | チリ                        | 25.0m        |               |          |
| プンタティルナ（ティレラ） | チリ                        | 5.0m         |               |          |
| コンスティトゥシオン       | チリ                        | 2.5m         |               |          |
| バルディビア               | チリ                        | 10.0m        |               |          |
| マンサ川                   | チリ                        | 8.5m         |               |          |
| プンタサアベドラ           | チリ                        | 9.0m         |               |          |
| チロエ島                   | チリ                        | 10.0m        |               |          |
| バルパライソ               | チリ                        | 1.7m         | 22日16:30     | 1:04     |
| アリカ                     | チリ                        | 2.2m         | 22日22:38     | 3:27     |
| アンクド                   | チリ                        | (8.0m)12.0m  |               |          |
| メウイン                   | チリ                        | 15.0m        |               |          |
| タルカワノ                 | チリ                        | 5.0m         | 22日20:05     | 0:54     |
| カヤオ                     | ペルー                      | 1.1m         | 22日23:45     | 4:34     |
| イースター島               | チリ                        | 6.0m         |               |          |
| ガラパゴス諸島             | エクアドル                  | 0.6m         |               |          |
| カイム                     | ハワイ州                    | 4.0m         |               |          |
| ヒロ                       | ハワイ州                    | 10.7m        | 23日9:58      | 14:47    |
| ホヌアポ                   | ハワイ州                    | 5.2m         |               |          |
| ナポオポオ                 | ハワイ州                    | 4.9m         |               |          |
| カフルイ                   | ハワイ州                    | 3.4m         | 23日10:18     | 15:07    |
| パウクカロ                 | ハワイ州                    | 4.6m         |               |          |
| ホノルル                   | ハワイ州                    | 0.8m         | 23日10:33     | 15:22    |
| ワヒアハ湾                 | ハワイ州                    | 4.3m         |               |          |
| ハエナ                     | ハワイ州                    | 4.1m         |               |          |
| ジョンストン島             | ハワイ州                    | 0.5m         | 23日11:30     | 16:19    |
| ミッドウェー島             | ハワイ州                    | 0.6m         | 23日13:30     | 18:19    |
| ピトケアン諸島             | イギリスの海外領土          | 12.2m        |               |          |
| トゥトゥイラ島             | アメリカ領サモア            | 4.9m         |               |          |
| ウポル島                   | アメリカ領サモア            | 4.9m         |               |          |
| パゴパゴ                   | アメリカ領サモア            | 2.4m         | 23日7:33      | 12:22    |
| スバ                       | フィジー共和国              | 0.5m         | 23日8:30      | 13:19    |
| リトルトン                 | ニュージーランド            | 0.4m         | 23日8:12      | 13:01    |
| ウェリントン               | ニュージーランド            | 0.9m         | 23日7:45      | 12:34    |
| タウランガ                 | ニュージーランド            | 0.9m         | 23日8:23      | 13:12    |
| タウンズビル               | オーストラリア              | 0.3m         | 23日16:05     | 20:54    |
| ノーフォーク島             | オーストラリア              | 0.2 m        | 23日9:00      | 13:49    |
| ホバート                   | オーストラリア              | 0.3m         | 23日12:00     | 16:49    |
| ロード・ハウ島群           | オーストラリア              | 0.7m         | 23日10:45     | 15:34    |
| ニューカッスル             | オーストラリア              | 0.2m         | 23日12:00     | 16:49    |
| グアム                     | アメリカ合衆国              | 0.2m         | 23日16:40     | 21:29    |
| 紋別市                     | 日本                        | 0.4m         | 23日19:10     | 23:59    |
| 釧路市                     | 日本                        | 1.8m         |               |          |
| 浦河町                     | 日本                        | 3.2m         |               |          |
| 函館市                     | 日本                        | 2.2m         | 23日18:38     | 23:27    |
| 大湊                       | 日本                        | 0.2m         | 23日20:15     | 25:04    |
| むつ市                     | 日本                        | 6.3m         |               |          |
| 八戸市                     | 日本                        | 3.3 m        |               |          |
| 宮古市                     | 日本                        | 1.2m         |               |          |
| 釜石市                     | 日本                        | 0.7m         | 23日17:35     | 22:24    |
| 大船渡市                   | 日本                        | 4.9m         |               |          |
| 三陸海岸                   | 日本                        | 6.4m         |               |          |
| 女川町                     | 日本                        | 4.2m         |               |          |
| 塩竈市                     | 日本                        | 2.8m         |               |          |
| 銚子市                     | 日本                        | 2.1m         |               |          |
| 築地                       | 日本                        | 0.1m         | 23日18:10     | 22:59    |
| 下田市                     | 日本                        | 1.8m         |               |          |
| 浜松市                     | 日本                        | 1.1m         |               |          |
| 鳥羽市                     | 日本                        | 1.6 m        |               |          |
| 舞鶴市                     | 日本                        | 0.5m         | 23日23:25     | 29:14    |
| 串本町                     | 日本                        | 2.2m         |               |          |
| 壇ノ浦                     | 日本                        | 0.4m         | 24日0:40      | 29:29    |
| 高知市                     | 日本                        | 3.1m         |               |          |
| 土佐清水市                 | 日本                        | 2.7m         |               |          |
| 門司市                     | 日本                        | 0.9m         | 24日0:25      | 29:14    |
| 厳原町                     | 日本                        | 0.2m         |               |          |
| 佐世保市                   | 日本                        | 1.3m         | 23日21:40     | 26:29    |
| 宮崎                       | 日本                        | 0.6m         |               |          |
| 油津                       | 日本                        | 2.0m         |               |          |
| 名瀬市                     | 日本                        | 0.5m         | 23日19:50     | 24:39    |
| 花蓮市                     | 台湾                        | 0.2m         | 23日19:20     | 24:09    |
| 基隆市                     | 台湾                        | 1.1m         | 23日20:30     | 25:19    |
| 高雄市                     | 台湾                        | 0.1m         | 23日20:30     | 25:19    |
| 香港                       | イギリスの海外領土 （当時） | 0.5m         | 23日22:20     | 29:29    |
| タクロバン                 | フィリピン                  | 0.2m         | 23日21:12     | 26:01    |
| プンタレナス               | コスタリカ                  | 0.3m         | 23日4:00      | 8:49     |
| エンセナーダ               | メキシコ                    | 1.2m         | 23日8:48      | 13:37    |
| ラパス                     | メキシコ                    | 0.75m        | 23日7:56      | 12:45    |
| アカプルコ                 | メキシコ                    | 1.0m         | 23日5:00      | 9:49     |
| マサトラン                 | メキシコ                    | 1.1m         | 23日6:57      | 11:46    |
| サリナ・クルス             | メキシコ                    | 1.0m         | 23日4:56      | 9:45     |
| クレセントシティ           | カリフォルニア州            | 1.7m         | 23日10:40     | 15:29    |
| サンフランシスコ           | カリフォルニア州            | 0.4m         | 23日10:13     | 15:02    |
| アラメダ郡                 | カリフォルニア州            | 0.3m         | 23日10:50     | 15:39    |
| サンタモニカ               | カリフォルニア州            | 1.6m         | 23日9:22      | 14:11    |
| サンペドロ湾               | カリフォルニア州            | 0.5m         | 23日9:18      | 14:07    |
| ロングビーチ               | カリフォルニア州            | 0.7m         | 23日9:27      | 14:16    |
| ロサンゼルス               | カリフォルニア州            | 0.8m         | 23日9:18      | 14:07    |
| サンディエゴ               | カリフォルニア州            | 0.7m         | 23日9:12      | 14:01    |
| アストリア                 | オレゴン州                  | 0.2m         | 23日12:40     | 17:29    |
| ニューポート               | オレゴン州                  | 0.6m         |               |          |
| プリンスルパート           | カナダ                      | 観測         | 23日20:50     |          |
| スカグウェイ               | アラスカ州                  | 0.2m         | 23日15:00     | 19:49    |
| シトカ                     | アラスカ州                  | 0.5m         | 23日13:33     | 18:22    |
| ヤクタト                   | アラスカ州                  | 0.8m         | 23日14:18     | 19:07    |
| モンタギュー島             | アラスカ州                  | 2.3m         | 23日16:57     | 19:29    |
| スワード半島               | アラスカ州                  | 0.7m         | 23日16:57     | 19:29    |
| ダッチハーバー             | アラスカ州                  | 0.7m         | 23日14:50     | 19:39    |
| KURILSKIYE                 | 千島列島                    | 4.7m         |               |          |
| ロパートカ岬               | カムチャツカ半島            | 2.0m         |               |          |
| ルースカヤ入江             | カムチャツカ半島            | 7.0m         |               |          |
| ヴィリュチンスカヤ         | カムチャツカ半島            | 5.0m         |               |          |
| オルガ入江                 | カムチャツカ半島            | 4.0m         |               |          |
| セムリャチク               | カムチャツカ半島            | 4.0m         |               |          |
| カムチャツカ川河口         | カムチャツカ半島            | 4.0m         |               |          |

## 日本での被害（チリ地震津波）
| 死者・ 行方不明者 | 負傷者 | 罹災世帯   | 罹災者    | 建物被害 | 船舶被害 | 堤防決壊 | 道路損壊 | 橋梁流失 | 木材流失 |
| ----------------- | ------ | ---------- | --------- | -------- | -------- | -------- | -------- | -------- | -------- |
| 139               | 855名  | 31,120世帯 | 147,898名 | 46,000棟 | 2,534隻  | 34箇所   | 45箇所   | 14箇所   | 19,290件 |

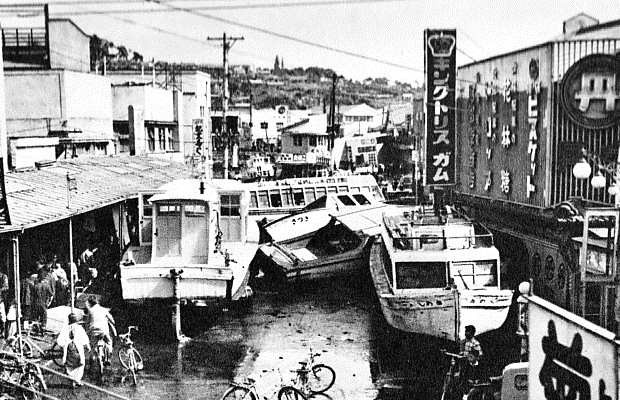
宮城県塩竈市での津波被害

日本は他の太平洋沿岸地域と比べて津波による被害が大きかった。地震発生から約22時間半後の5月24日未明に最大で6.1mの津波が三陸海岸沿岸を中心に襲来し、日本の各地に被害をもたらした。気象庁はこの津波をチリ地震津波（チリじしんつなみ）と命名した。
津波による被害が大きかったのはリアス海岸の奥にある港で岩手県大船渡市では53名、宮城県本吉郡志津川町（現南三陸町）では41名、北海道厚岸郡浜中町霧多布地区では11名が死亡。浜中町では1952年の十勝沖地震でも津波被害を受けており、2度にわたって市街地は壊滅的な被害を受けた。街の中心でもある霧多布地区はこの津波により土砂が流出し、北海道本島より切り離され島と化した。現在は陸続きだった所に2つ橋が架けられており、本島と行き来が出来る。1つは耐震橋、もう1つは予備橋で橋が津波で流出する恐れがあるためと避難経路を2路確保するためである。東北地方太平洋側のほか、伊勢湾台風の被災から間もない三重県南部から和歌山県田辺市新庄町辺まで津波被害を受けた。青森県八戸市では、津波による引き波を「干潮」と思い込み、海藻類を採取していた住人2名が次の押し波で死亡している。
また、過去の度重なる津波被害を受けて高さ10mの巨大防潮堤を建造していた岩手県下閉伊郡田老町（現宮古市）では、この津波による被害が全く出なかった。実際には津波が防潮堤まで到達しなかっただけであったが、翌日の新聞報道ではこの巨大防潮堤が功を奏したかのように報道され、田老町の防災の取り組みを取り入れ浜中町に防潮堤が建設されることになった。北海道の防潮堤については後の北海道南西沖地震で津波による人的被害の甚大な奥尻島などでも建設された。一方で田老町では防潮堤の効果が誤解された結果、約50年後の東北地方太平洋沖地震（東日本大震災）の際に避難せずに被災する住民が出るなどの問題も引き起こした。

### 報道
- NHKラジオでは、気象庁による津波警報発表前の5月24日午前4時30分からローカル放送で津波に関するニュースを伝え、仙台局からの情報を元に午前5時からの全国向けにニュースで伝えた[24]。
- NHK総合テレビでは、午前10時25分から5分間「ニュース特報」[25]で伝えた。

## 防災への影響
地球の反対側から突然襲った津波（遠隔地津波）に対する認識が甘かったことが指摘され、以後気象庁は日本国外で発生した海洋型巨大地震に対してもハワイの太平洋津波警報センターなどと連携を取るなどして津波警報・注意報を出すようになった。
当時は津波のオンライン観測網は無く検潮所や潮位観測所に人が定期的に見に行く仕組みであった。